# خط طول 81° غرب
خط طول 81° غرب هو أحد خطوط الطول الجغرافية، والتي تمتد من القطب الشمالي الجغرافي إلى القطب الجنوبي الجغرافي، وحسب التحويل الزمني يتأخر خط طول 81° غرب عن خط غرينتش بـ5 ساعة و24 دقيقة.

## من القطب إلى القطب
ينطلق خط طول 81° غرب من القطب الشمالي نحو القطب الجنوبي مرورا بالمناطق التي ترد في الجدول التالي:
| الإحداثيات                         | البلد أو الإقليم أو البحر | ملاحظات |
| ---------------------------------- | ------------------------- | --- |
| 90°0′N 81°0′W / 90.000°N 81.000°W  | المحيط المتجمد الشمالي    | |
| 82°49′N 81°0′W / 82.817°N 81.000°W | كندا                      | نونافوت — جزيرة إليسمير |
| 76°8′N 81°0′W / 76.133°N 81.000°W  | جونز ساوند [لغات أخرى]‏    | |
| 75°37′N 81°0′W / 75.617°N 81.000°W | كندا                      | نونافوت — جزيرة ديفون |
| 76°8′N 81°0′W / 76.133°N 81.000°W  | Lancaster Sound           | |
| 73°45′N 81°0′W / 73.750°N 81.000°W | Navy Board Inlet          | مرورا بغرب جزيرة بيلوت [لغات أخرى]‏, نونافوت, كندا (في 73°36′N 80°53′W / 73.600°N 80.883°W) |
| 73°13′N 81°0′W / 73.217°N 81.000°W | كندا                      | نونافوت — بافن (جزيرة) |
| 69°45′N 81°0′W / 69.750°N 81.000°W | حوض فوكس                  | مرورا بشرق the شبه جزيرة ميلفيل, نونافوت, كندا (في 69°5′N 81°13′W / 69.083°N 81.217°W) |
| 65°30′N 81°0′W / 65.500°N 81.000°W | Foxe Channel              | |
| 63°59′N 81°0′W / 63.983°N 81.000°W | كندا                      | نونافوت — Bell Peninsula, جزيرة ساوثهامبتون |
| 63°26′N 81°0′W / 63.433°N 81.000°W | خليج هدسون                | |
| 54°50′N 81°0′W / 54.833°N 81.000°W | خليج جيمس                 | |
| 56°7′N 81°0′W / 56.117°N 81.000°W  | كندا                      | نونافوت — جزيرة أكيميسكي [لغات أخرى]‏ |
| 52°44′N 81°0′W / 52.733°N 81.000°W | خليج جيمس                 | |
| 52°1′N 81°0′W / 52.017°N 81.000°W  | كندا                      | أونتاريو — مرورا عبر Georgian Bay, بحيرة هرون |
| 42°39′N 81°0′W / 42.650°N 81.000°W | بحيرة إري                 | |
| 41°51′N 81°0′W / 41.850°N 81.000°W | الولايات المتحدة          | أوهايو فيرجينيا الغربية — من 39°34′N 81°0′W / 39.567°N 81.000°W فرجينيا — من 37°18′N 81°0′W / 37.300°N 81.000°W كارولاينا الشمالية — من 36°33′N 81°0′W / 36.550°N 81.000°W كارولاينا الجنوبية — من 35°4′N 81°0′W / 35.067°N 81.000°W, مرورا عبر كولومبيا (كارولاينا الجنوبية) (في 34°0′N 81°0′W / 34.000°N 81.000°W) جورجيا (ولاية أمريكية) — من 32°5′N 81°0′W / 32.083°N 81.000°W |
| 31°51′N 81°0′W / 31.850°N 81.000°W | المحيط الأطلسي            | |
| 29°12′N 81°0′W / 29.200°N 81.000°W | الولايات المتحدة          | فلوريدا |
| 25°7′N 81°0′W / 25.117°N 81.000°W  | Florida Bay               | |
| 24°44′N 81°0′W / 24.733°N 81.000°W | الولايات المتحدة          | فلوريدا — Key Vaca |
| 24°43′N 81°0′W / 24.717°N 81.000°W | المحيط الأطلسي            | فلوريدا (مضيق) |
| 23°6′N 81°0′W / 23.100°N 81.000°W  | كوبا                      | |
| 22°3′N 81°0′W / 22.050°N 81.000°W  | البحر الكاريبي            | مرورا بشرق the جزيرة جراند كايمان, جزر كايمان (في 19°20′N 81°5′W / 19.333°N 81.083°W) |
| 8°50′N 81°0′W / 8.833°N 81.000°W   | بنما                      | |
| 7°37′N 81°0′W / 7.617°N 81.000°W   | المحيط الهادئ             | |
| 2°11′S 81°0′W / 2.183°S 81.000°W   | الإكوادور                 | لحوالي 1 km near the city of Salinas |
| 2°12′S 81°0′W / 2.200°S 81.000°W   | المحيط الهادئ             | خليج غواياكويل |
| 4°1′S 81°0′W / 4.017°S 81.000°W    | بيرو                      | |
| 5°23′S 81°0′W / 5.383°S 81.000°W   | المحيط الهادئ             | |
| 5°50′S 81°0′W / 5.833°S 81.000°W   | بيرو                      | |
| 6°8′S 81°0′W / 6.133°S 81.000°W    | المحيط الهادئ             | مرورا بغرب Alejandro Selkirk Island, تشيلي (في 33°44′S 80°47′W / 33.733°S 80.783°W) |
| 60°0′S 81°0′W / 60.000°S 81.000°W  | المحيط الجنوبي            | |
| 73°16′S 81°0′W / 73.267°S 81.000°W | القارة القطبية الجنوبية   | Territory المطالب الإقليمية بالقارة القطبية الجنوبية by تشيلي |